# بنجامين هاردي
بنجامين هاردي (بالإنجليزية: Benjamin Hardy)‏ (21 سبتمبر 1974 في أستراليا - ) هو لاعب كرة طائرة أسترالي في مركز ضارب خارجي ‏. شارك في الألعاب الأولمبية الصيفية 2000.

## وصلات خارجية
- بنجامين هاردي على موقع عالم الكرة الطائرة (الإنجليزية)
- بنجامين هاردي على موقع دوري الدرجة الأولى الإيطالي للكرة الطائرة - رجال (الإيطالية)
- بنجامين هاردي على موقع أوليمبيديا (الإنجليزية)